# Sigurd Juslén
Sigurd Ludvig Juslén (Helsinque, 25 de novembro de 1885 — 4 de abril de 1954) foi um velejador finlandês, medalhista olímpico. Ele competiu nos Jogos Olímpicos de Verão de 1912 na classe 12 Metre e conquistou a medalha de bronze na disputa a bordo do Heatherbell com Ernst Krogius, Max Alfthan, Pekka Hartvall, Jarl Hulldén, Eino Sandelin e Johan Silén.